# 保戸野千代田町
保戸野千代田町（ほどのちよだまち）は秋田県秋田市にある町。郵便番号は010-0914。住居表示実施済み。

## 地理
秋田市の中央部、保戸野地域の中では西部に位置する。北は泉南一丁目・同二丁目、東は保戸野原の町、南は保戸野鉄砲町、西は八橋新川向・高陽幸町に接する。西端の秋田県道56号秋田天王線（国道7号旧道、通称「新国道」）、北端の秋田市道秋田環状線（通称「泉ななかまど通り」）、東端の秋田市道鉄砲町菅野線（通称「泉いちょう通り」）、南端の秋田市道保戸野高陽線（通称「保戸野学園通り］）に挟まれた台形の町域を持つ。秋田県道56号秋田天王線沿いは自動車関係の企業が多い商業地、その他も外縁部も商業施設が多いが、地区内部は住宅街が広がる。

## 歴史
町名の由来は、末永い町の発展を期待したことから。
- 1966年（昭和41年）4月1日 - 住居表示実施に伴い、保戸野千代田町が設置される。

### 町名の変遷
特記のないものはすべて住居表示実施に伴う変更。
| 実施後         | 実施年月日      | 実施前（各字ともその一部）               | 備考         |
| -------------- | --------------- | ---------------------------------------- | ------------ |
| 保戸野千代田町 | 昭和41年4月1日  | 保戸野字阿弥陀田 ほどの あざあみだでん   |              |
| 保戸野千代田町 | 昭和41年4月1日  | 保戸野字新川境 ほどの あざしんかわさかい |              |
| 保戸野千代田町 | 昭和41年4月1日  | 保戸野字新川向 ほどの あざしんかわむかい |              |
| 保戸野千代田町 | 平成11年10月1日 | 泉字下ノ町 いずみ あざしたのまち         |              |
| 保戸野千代田町 | 平成11年10月1日 | 保戸野字新川向 ほどの あざしんかわむかい |              |
| 保戸野千代田町 | 平成11年10月1日 | 保戸野原の町 ほどのはらのまち            | 住居表示変更 |

## 世帯数と人口
2020年（令和2年）10月1日現在の世帯数と人口は以下の通りである。
| 町丁           | 世帯数  | 人口  |
| -------------- | ------- | ----- |
| 保戸野千代田町 | 392世帯 | 812人 |

## 教育

### 学区
当地に小中学校は存在しない。小学校はほとんどの地域は秋田市立保戸野小学校だが、一部地域は秋田市立泉小学校の学区となっている。中学校は多くの地域が秋田市立山王中学校だが、一部地域は秋田市立秋田東中学校、秋田市立泉中学校の学区となっている。

### 施設

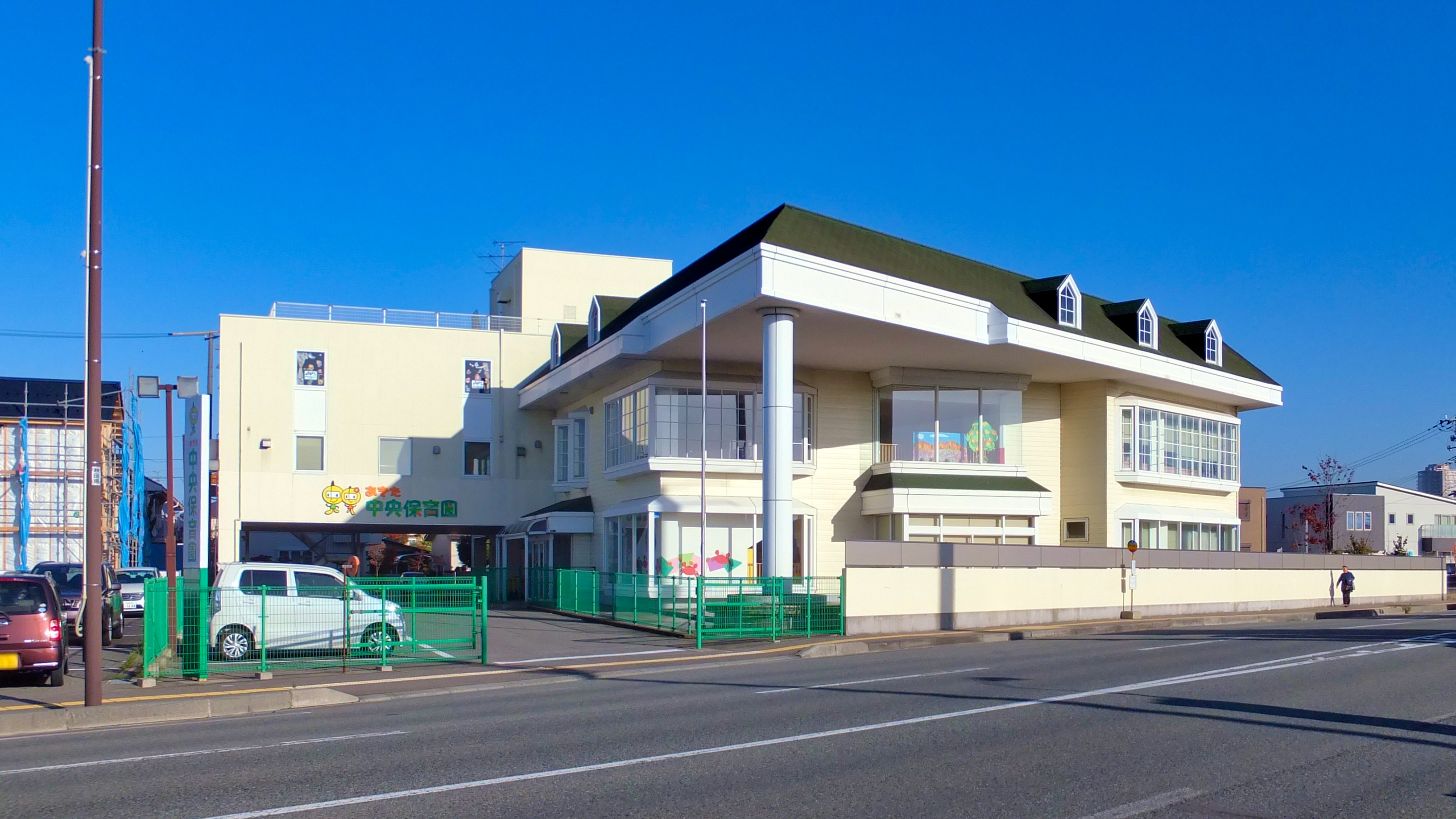
あきた中央保育園
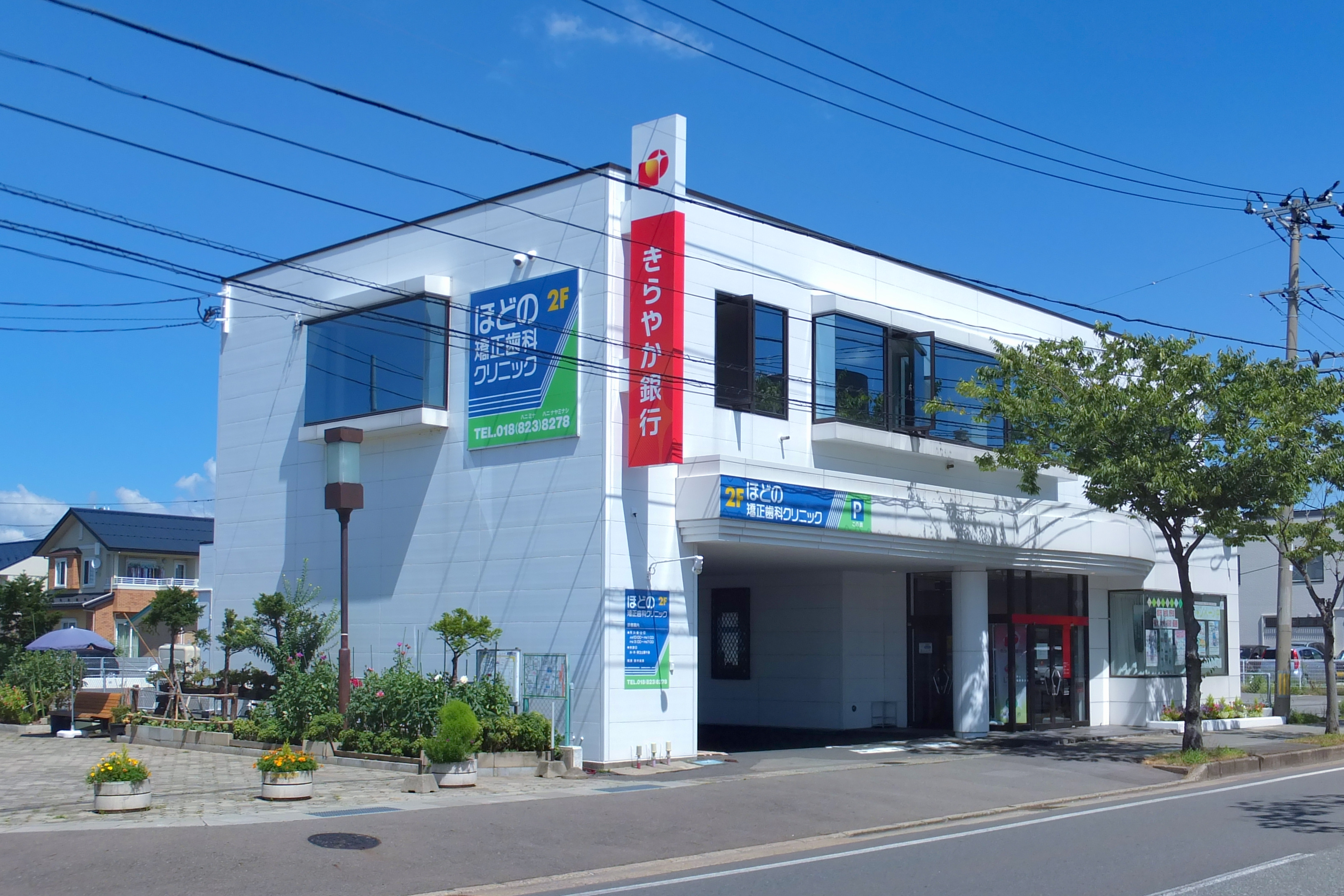
きらやか銀行秋田出張所
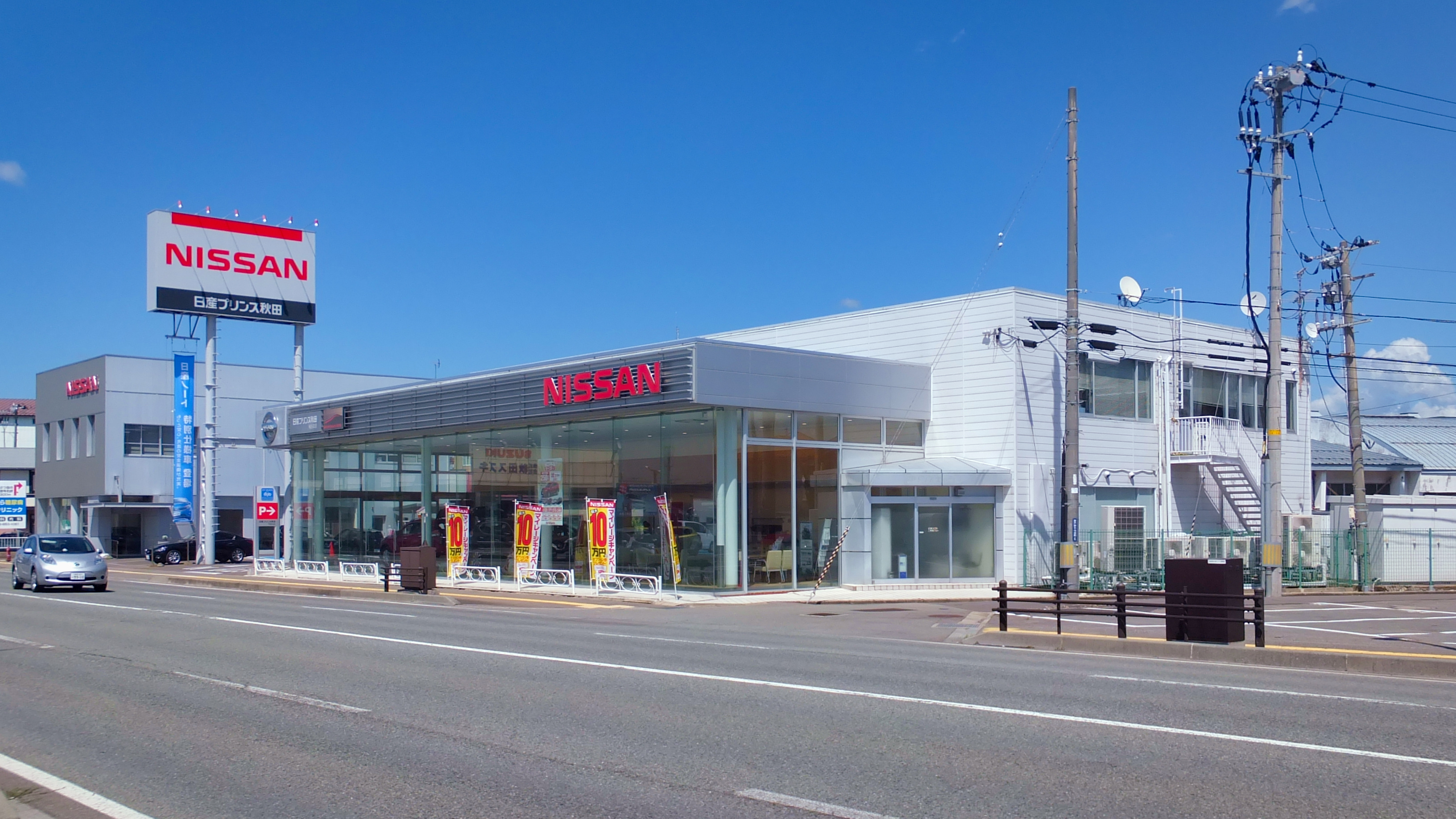
日産プリンス秋田販売

- 保育園くれよんハウス

## 交通

### 鉄道
地区内に鉄道は通っていない。最寄り駅は中通七丁目にあるJR東日本奥羽本線・羽越本線・秋田新幹線の秋田駅。
1965年（昭和40年）までは秋田市電が、後に保戸野千代田町となる土地に敷設されていたが、駅は無かった。

### バス
- 秋田中央交通
  - 系統100｜五城目線
  - 系統101｜追分線
  - 系統105｜追分線（県立大学経由） - 平日のみ
  - 系統110｜新国道経由土崎線（飯島北発着）
  - 系統113｜新国道経由土崎線（土崎駅前発着）
  - 系統114｜新国道臨港署経由土崎線 - 平日のみ
  - 系統115｜セリオン線（セリオン発着）
  - 系統119｜セリオン線（フェリーターミナル発着）
  - 系統152｜新港線（飯島北発南高校前着） - 平日のみ
  - 系統153｜新港線（西部サービスセンター発土崎駅前着） - 平日のみ
    - （マツダ前） - 高陽幸町交差点前 - （秋田中央郵便局前）

#### かつてあったバス
- 秋田中央交通
  - 系統111｜新国道・土崎経由秋田厚生医療センター線 - 平日のみ
  - 系統118｜新国道経由土崎線（飯島北発着・北部サービスセンター経由） - 平日のみ
  - 系統151｜新港線（飯島北・新屋高校前発着） - 平日のみ
    - （マツダ前） - 高陽幸町交差点前 - （秋田中央郵便局前）

  - 系統117｜土崎・東口線
    - （マツダ前） - 高陽幸町交差点前 - 保戸野学園通り入口 - （附属校園前）

  - 系統204｜神田旭野線
    - （幸町交番前） - 泉南一丁目 - 泉南二丁目 - （泉ななかまど通り）

  - 系統220｜泉ハイタウン線
    - （泉南三丁目） - 千代田町 - （聖園短期大学前）

### 道路
- 秋田県道233号土崎港秋田線
- 秋田市道鉄砲町菅野線（泉いちょう通り）
- 秋田市道保戸野高陽線（保戸野学園通り）
- 秋田市道秋田環状線（泉ななかまど通り）

## 施設
- 保戸野千代田町街区公園
- きらやか銀行秋田出張所
- 日産プリンス秋田販売秋田本社・秋田支店
- 三光不動産本社
- 清水歯科クリニック
- やすおか小児科医院
- 体力づくり教室杉田道場
- いしかわ鍼灸整骨院
- 桃太郎回転寿司保戸野店

- あきた中央保育園
- きらやか銀行秋田出張所
- 日産プリンス秋田販売

### かつてあった施設
- トンカツとんぴん舎